# Linia kolejowa Pratau – Torgau
Linia kolejowa Pratau – Torgau – lokalna linia kolejowa w Niemczech, w krajach związkowych Saksonia-Anhalt i Saksonia o długości 42 km. Biegnie z Pratau na linii Berlin-Halle poprzez Pretzsch (Elbe) do Torgau. Od 2005 linia jest zarządzana przez Deutschen Regionaleisenbahn (DRE).